# 韩圣浩
韩圣浩（1963年—），男，汉族，山东荣成人，中华人民共和国物理学家、政治人物，曾任民盟中央委员、山东省委副主委，山东省科协副主席，山东大学副校长，第十一届全国政协委员。

## 生平
2008年，当选第十一届全国政协委员，代表中国民主同盟，分入第五组。